# Max Spohr
Johannes Hermann August Wilhelm Max Spohr (Braunschweig, 17 novembre 1850 – Lipsia, 15 novembre 1905) è stato un editore tedesco.
A partire dal 1893, divenne il primo e all'epoca unico libraio ed editore tedesco a pubblicare in modo significativo opere aperte sul tema dell'omosessualità.

## Biografia
Nacque nel 1850 a Braunschweig, figlio del commerciante indipendente Karl Wilhelm Friedrich Spohr e di sua moglie Ferdinande Lisette. Nella sua città natale svolse un apprendistato in ambito librario e successivamente lavorò come assistente in libreria a Pécs (Ungheria), Hannover e Lipsia. A Braunschweig fondò, insieme a Rudolf Wengler, la casa editrice Wengler & Spohr, della quale oggi si sa soltanto che pubblicava i discorsi del Reichstag. A Lipsia, all’epoca centro del mondo librario tedesco, lavorò per le case editrici K.F. Koehler e Veit & Co. Qui si stabilì e il 20 dicembre 1880 sposò Elisabeth Hannöver-Jansen (1853–1899, vedova Schumann) di Colonia. I due ebbero tre figli.

### Attività
Nel marzo dell'anno successivo fondò una libreria, antiquaria ed editrice, insieme alla sua casa editrice. Inizialmente si occupò soprattutto della vendita di rimanenze di altri editori, come libri tecnici e sull'edilizia che aveva rilevato dalla casa editrice Knapp di Halle. Dopo aver acquisito fondi di ulteriori editori, l'assortimento cambiò sensibilmente. Sul finire degli anni 1880 iniziò a pubblicare autonomamente libri, e con l'acquisizione della casa editrice di Louis Heuser di Neuwied cominciò a operare anche in ambito medico.
Con Der Urning vor Gericht  di Melchior Grohe e Die Enterbten des Liebesglücks (I derelitti della felicità amorosa) di Otto de Joux (Otto Rudolf Podjukl) vennero pubblicate nel 1893 le prime opere sul tema dell'omosessualità, seguite nel 1894 da Die verkehrte Geschlechtsempfindung (La percezione invertita del genere) di Norbert Grabowsky.
Divenne noto come editore di opere sul tema dell'omosessualità, tanto che Magnus Hirschfeld, dopo diversi rifiuti da parte di altri editori, si rivolse a lui per pubblicare il suo pamphlet Sappho und Sokrates (Saffo e Socrate). L’opera uscì nel 1896 come unico libro di Hirschfeld sotto pseudonimo (Th. Ramien). Poco tempo dopo Spohr incontrò personalmente Hirschfeld, con cui iniziò una stretta collaborazione. Durante il viaggio per incontrare Spohr, Hirschfeld stava scrivendo la sua petizione al Reichstag. Spohr lo sostenne nell'impresa e si adoperò per trovare firmatari autorevoli. Fu lui a presentare Hirschfeld a Eduard Oberg e insieme a Franz Joseph von Bülow fondarono a Berlino il 15 maggio 1897 il Wissenschaftlich-humanitäre Komitee (Comitato scientifico-umanitario) (WhK), la prima organizzazione al mondo per i diritti degli omosessuali. Anche il successivo sottocomitato di Lipsia del WhK fu diretto da Spohr.
Dal 1899 al 1922 l'editore pubblicò lo Jahrbuch für sexuelle Zwischenstufen (Annuario per le gradazioni sessuali intermedie) e stampe separate tratte da esso, nonostante si trattasse di un'attività in perdita. Dopo il terzo volume, questa difficoltà fu trattata nella rivista mensile. Dei 2000 esemplari stampati ne furono venduti circa un centinaio, per lo più a membri del WhK a metà prezzo. Questo dimostra l'impegno personale di Spohr e confuta l’accusa, sostenuta da qualcuno, secondo cui fosse interessato solo al profitto. Si occupò anche delle autorizzazioni per eventi del WhK e di altre questioni organizzative. Altri editori pubblicarono al massimo 8 opere su questi temi e spesso li trattavano solo indirettamente. Da Spohr, invece, uscirono oltre 120 pubblicazioni (escluse quelle annuali), non solo in stile accademico, ma anche divulgativo e letterario. Le opera pubblicate affrontaro anche l'amore lesbico, seppure più raramente. L'impegno per l'educazione sessuale non restò senza conseguenze, data la normativa vigente in materia di censura. Fu denunciato, processato più volte e anche condannato in base al § 184 del Codice penale imperiale tedesco (diffusione di scritti osceni), che nel 1900 fu ulteriormente inasprito. Le opere scientifiche colpite riguardavano soprattutto l'educazione sessuale, in particolare la contraccezione. Nei testi letterari, tra cui diversi romanzi verosimili sulle vicende di vita di individui urningi, si mostrava fino a che punto si poteva scrivere sull'omosessualità. Era inoltre possibile spingersi più oltre nei libri destinati a un pubblico colto rispetto a quelli per le masse. Spohr dichiarò con orgoglio:
(Max Spohr)
Nel 1893 Spohr fondò la filiale Kreisende Ringe, con l’intento di presentare la letteratura teosofica anche graficamente in modo di alta qualità. Tuttavia, i contenuti non erano all’altezza e i titoli ebbero scarso successo, tanto che dopo cinque anni l’iniziativa fu abbandonata. Altre fonti riferiscono che in quella divisione venivano pubblicate anche opere letterarie, che essa esistette fino al 1904 e che fu curata dal poeta Franz Evers. La grafica era spesso opera del disegnatore Fidus, che creò anche il logo della casa editrice: una vergine accovacciata.
Fu invece rivoluzionaria la traduzione completa delle opere di Oscar Wilde, fondamentale per la ricezione dell'autore in Germania. Inoltre, la casa editrice pubblicò opere filosofiche, letteratura di viaggio (dopo l’acquisizione della libreria Dyk), libri sulla “nuova religiosità”, sul buddhismo, sul spiritismo, sull'occultismo e su altre scienze esoteriche. Questi ultimi tre filoni tematici furono ceduti tra il 1901 e il 1909 a Ernst Fiedler. In ambito riformista fu, insieme a Eugen Diederichs, il più attivo editore di testi di questo orientamento. Tuttavia, il settore predominante fu quello dell'educazione sessuale, in particolare della contraccezione. Alcune opere raggiunsero tra le otto e le ventotto edizioni. Per alcuni anni esistette anche una fabbrica di ricami sotto il nome di Kramer & Spohr.
Nel 1903 Spohr venne a sapere di essere affetto da cancro al colon; inoltre si profilava un processo per diffusione di scritti osceni in base al § 184 RStGB, inasprito nel 1900, a causa della pubblicazione di alcuni numeri della rivista Der Eigene di Adolf Brand. Conseguentemente cedette l’attività al fratello minore Ferdinand Spohr. Nel 1904 fu operato e il 15 novembre 1905 morì a causa della malattia.

## Necrologi e onori postumi
Sia Magnus Hirschfeld sia il suo antagonista Adolf Brand gli dedicarono lunghi e lusinghieri necrologi.
Per quanto si possa giudicare oggi, e secondo quanto riportano anche i suoi contemporanei, Max Spohr non era omosessuale.
(Magnus Hirschfeld)
Affrontò il tema anche nelle sue memorie. Lì afferma che l’impegno di Spohr non aveva motivazioni personali, e che con la sua eccellente moglie e i tre floridi figli conduceva, senza turbamenti di altro genere, la più felice vita familiare.
Poco dopo il 150º anniversario della sua nascita, il 1º aprile 2001, nella zona est di Lipsia una via (già Kurze Straße) fu ribattezzata in suo onore come Spohrstraße. Dallo stesso anno, il Völklinger Kreis assegna il Premio Max Spohr per il management ad aziende che si distinguono per l’impegno esemplare a favore dell’uguaglianza delle minoranze sessuali.

## Il destino successivo della casa editrice
Il fratello di Max, Ferdinand Spohr, proseguì inizialmente l’attività con il nome originario, rinominandola nel 1917 in Verlag „Wahrheit“ Ferd. Spohr. Singoli libri continuarono però a essere pubblicati anche con il vecchio nome. A partire dal 1923 le attività editoriali rallentarono e, salvo il 1925, vennero pubblicati solo uno o due titoli all'anno. In alcuni anni, soprattutto dopo il 1930, non si registrano pubblicazioni. Dopo che l’attività fu condotta per lungo tempo da Ferdinand e da suo figlio Oswald – che fu anche titolare della casa editrice Degener & Co. e si occupò principalmente di opere di genealogia – nel 1937 la direzione passò a Rudolf Spohr, figlio di Ferdinand. Una nipote di Spohr in vita racconta che l’azienda e la famiglia furono bombardate due volte durante la guerra, e che si riuscì a salvare solo il libro di famiglia. L’attività editoriale si concluse nel 1942 e la società fu cancellata dal registro delle imprese nel 1951.